# Peduli Anak
Peduli Anak is een internationale Niet-gouvernementele organisatie, die in 2005 in Nederland en in 2006 in Indonesië werd opgericht. Hun doel is het verbeteren van leefomstandigheden van kinderen en het versterken van de rechten van het kind/children's rights door het aanbieden van onderwijs, onderdak, gezinszorg, medische en juridische hulp, child advocacy.
De afgelopen vijf jaren is de stichting vooral actief geweest in Indonesië, waar zij diverse programma’s ontwikkelde en implementeerde. Zij ontving subsidie en donaties van vele ondernemingen en organisaties als onder andere de NCDO van Nederland, de Turing Stichting[2] (co-stichting van de TomTom Company), de Van der Poel Charity Fund[3] (Executive Vice President van Royal Philips Electronics en Voorzitter van ASML). Hiermee bouwde zij een groot ontwikkelingscentrum van 1,5 hectare voor achtergestelde kinderen op het eiland Lombok. Het centrum omvat drie kinderhuizen, een basisschool, een vakschool en een medische centrum.